# 2020년 주한미군 방위비 분담금 논란
2020년 주한미군 방위비 분담금 논란은 도널드 트럼프 미국 대통령이 한국 정부에 주한미군 방위비를 기존 1조원에서 6조원으로 늘리라고 요구하여 발생한 사건이다.

## 역사
한미상호방위조약에 따라 1966년 한미 정부가 체결한 주한미군지위협정(SOFA)을 근거로 1991년 방위비분담협정을 맺었다. 한국은 1991년부터 주한미군의 주둔 비용 일부를 부담했다.
SOFA 제5조 1항은 한국이 주한미군에 시설과 구역을 제공하면 미국은 주한미군 유지 경비를 부담하도록 했다. 1980년대 이후 미국의 재정 적자 누적 및 동맹국의 경제성장으로 인해 미국은 미군 주둔 비용 분담을 동맹국에 요청했다. 이에 일본은 1987년부터 협정을 체결했고 한국은 1991년 이후 2~5년 단위로 방위비분담협정을 체결해 분담금을 지불해왔다.
2014년부터는 유효기간 5년의 제9차 방위비분담특별협정 합의사항이 적용되고 있다.
과거 미국 정부는 주한미군 주둔에 필요한 비용은 2조원이고, 한국과 미국은 반반씩 각각 1조원을 부담한다고 수 차례 설명한 바 있다.
미국 정부가 2019년 1조 389억원의 5배가 넘는 약 50억 달러(약 6조원)를 한국 정부가 주한미군 방위비로 내야 한다고 요구했다. 1년에 1조원을 낸 한국에게는 1년에 5조원, 1년에 2조원을 낸 일본에는 1년에 10조원을 내라고 압박하고 있다.
2019년 11월 20일, 국회 의원회관에서 열린 '방위비분담 6조 원 요구? 특별협정 이대로 괜찮은가'라는 제목의 토론회에서, 유영재 평화·통일연구소 연구위원은 "미국이 요구하는 6조원에 한국이 부담하고 있는 다른 주한미군 직·간접 지원비까지 더하면 한국이 부담하는 주한미군 주둔비용은 10조5천793억원이 된다"며 "이는 한국과 경제 규모가 비슷한 터키의 한 해 국방비(9조7천억원)을 훨씬 넘는 액수"라고 지적했다.
2020년 3월, 말 작년보다 13% 정도 오른 수준에서, 유효기간을 1년에서 5년으로 늘리는 방안에 잠정 합의안을 마련했고 양 장관도 이를 승인했지만, 도널드 트럼프 미국 대통령이 이를 거부하면서 최종 타결에는 이르지 못했다.
2020년 5월 6일, 미 행정부 고위 관계자는 중앙일보에 "우리는 올해 13억 달러 안팎의 방위비 분담금을 한국 정부에 요구했다"고 밝혔다. 13억 달러 안팎의 인상은 지난 10차 한·미 방위비 분담금 특별협정(SMA) 총액(1조 389억원)에서 50%가량 올리라는 것이다.